# Sanikel-slægten
Sanikel-slægten (Sanicula) er en slægt af planter, der består af omkring 37 arter, hvoraf en enkelt findes vildtvoksende i Danmark. 

## Arter
Den danske art i slægten:
- Sanikel (Sanicula europaea)